# Louie Gohmert
Louis Buller "Louie" Gohmert, Jr. (ur. 18 sierpnia 1953) – amerykański polityk, członek Partii Republikańskiej i kongresman ze stanu Teksas (od roku 2005).